# Hereford and Worcester (circonscription du Parlement européen)
Avant l’adoption uniforme de la représentation proportionnelle en 1999, le Royaume-Uni utilisait le système uninominal à un tour pour les élections européennes en Angleterre, en Écosse et au pays de Galles. Les conscriptions du Parlement européen utilisées dans ce système étaient plus petites que les circonscriptions régionales les plus récentes et ne comptaient chacune qu'un seul membre au Parlement européen.
La circonscription de Hereford and Worcester était l'une d'entre elles.

## Limites
1979-1984: Bromsgrove and Redditch, Hereford, Kidderminster, Leominster, South Worcestershire, West Gloucestershire, Worcester.
1984-1994: Bromsgrove, Hereford, Leominster, Mid Worcestershire, South Worcestershire, West Gloucestershire, Worcester, Wyre Forest.